# Aracataca (ort)
Aracataca är en ort i Colombia.   Den ligger i departementet Magdalena, i den norra delen av landet, 700 km norr om huvudstaden Bogotá. Aracataca ligger 37 meter över havet och antalet invånare är 27 704.
Terrängen runt Aracataca är platt. Runt Aracataca är det ganska glesbefolkat, med 27 invånare per kvadratkilometer. Närmaste större samhälle är Fundación, 7,9 km söder om Aracataca. I omgivningarna runt Aracataca växer i huvudsak städsegrön lövskog.